# نورتن إي. لونغ
نورتن إي. لونغ (بالإنجليزية: Norton E. Long)‏ هو عالم سياسة أمريكي، ولد في 29 نوفمبر 1910، وتوفي في 30 ديسمبر 1993.